# Listă de actori - V
|  | Listă de actori \| Listă de actori - V \| Liste alfabetice de actori și actrițe \| Listă de actrițe A - B - C - D - E - F - G - H - I - J - K - L - M - N - O - P - Q - R - S - T - U - V - W - X - Y - Z |

## Actori - V
| - Christian Vadim - Karl Valentin (1882 - 1948) - Rudolph Valentino (1895 - 1926) - Rudy Vallee - Romolo Valli - Raf Vallone (1916 - 2002) - James Van Der Beek - Lee Van Cleef (1925 - 1989) - Jean-Claude Van Damme (* 1960) - Dick Van Dyke (* 1925) - Peter Van Eyck - Istvan Van Heuverzwyn - Mario Van Peebles | - Melvin Van Peebles - Pierre Vaneck - Charles Vanel - Michael Vartan - (1968) - Robert Vaughn (n. 1932 - 2016) - Conrad Veidt (1893 - 1943) - Louis Velle - Lino Ventura (1919 - 1987) - Pierre Vernier - John Vernon (1932 - 2005) - Jean Vilar - Jacques Villeret - Goran Visnjic | - Alvaro Vitali (* 1950) - Danny de Vito (* 1944) - Jürgen Vogel (* 1968) - Rudolf Vogel (1900 - 1967) - Karl-Michael Vogler (1928 - 2009) - Rüdiger Vogler (* 1942) - Jon Voight (* 1938) - Gian Maria Volonté (1933 - 1994) - Michel Vuillermoz - Edwin de Vries - Max von Sydow - Bram van der Vlugt - Dionisie Vitcu |

## Actrițe
|  | Listă de actrițe \| Listă de actori \| Liste alfabetice de actori și actrițe \| Listă de actrițe A - B - C - D - E - F - G - H - I - J - K - L - M - N - O - P - Q - R - S - T - U - V - W - X - Y - Z |